# Инаугурация Джорджа Буша-младшего (2005)
Повторная инаугурация Джорджа Уокера Буша состоялась 20 января 2005 года. После победы на выборах в конце 2004 года, Буш-младший смог повторно стать президентом Соединённых Штатов Америки.

## Предыстория
2 ноября 2004 года в США прошли президентские выборы. На них действующий президент США Джордж Буш-младший от Республиканской партии победил кандидата от демократов Джона Керри, получив 50,1% голосов избирателей и заручившись поддержкой 286 голосов выборщиков. Результаты были оглашены 3 ноября.
13 декабря того же года состоялось голосование коллегии выборщиков, где победа избранного президента была подтверждена.
7 января Конгресс утвердил победу Буша.

## Ход событий

### Подготовка
20 января Буш встал в 5:30 утра, чтобы в последний раз отрепетировать инаугурационную речь. Считается, что существовала она в 22 вариантах.

### Церемония
В 12:00 по местному времени церемония вступления в должность началась.
Как и в 2001 году, церемонию проводил председатель Верховного суда США Уильям Ренквист. Эта инаугурация стала для Ренквиста последней, уже в сентябре 2005 года он скончался.
По традиции, сначала к присяге был повторно приведён вице-президент Ричард Чейни.
Наступила очередь Буша. В отличие от инаугурации в 2001 году, он приносил присягу, положа руку на Библию его семьи, а не ту, на которую присягал Джордж Вашингтон. Причиной этому предположительно стала плохая погода.
После инаугурации Буш произнёс 17-минутную речь. В ней он в основном обращался к мировому сообществу, заявил о том, что США должны поддерживать демократические движения во всём мире и бороться с тиранией. Несмотря на это, он не упомянал военную операцию против Ирака в 2003 году.
Речь в течение 25 раз прерывалась аплодисментами людей, находившихся на инаугурации.

## Препятствующие события
Инаугурации, как и в прошлый раз препятствовали некоторые события.
Еще 18 января в Вашингтоне начался сильный снег, температура опустилась до 3 градусов мороза. Был сильный ветер, а также гололедица. В день также должны были быть утверждены кандидатуры государственного секретаря США Кондолизы Райс и генерального прокурора Альберто Гонсалеса в кабинете президента, однако демократы в Конгрессе замедлили данную процедуру.
Кроме того, в столице прошли митинги противников Буша.